# Carne
Carne és una pel·lícula de migmetratge francesa del 1991 escrita i dirigita per l'argentí Gaspar Noé i protagonitzada per Philippe Nahon. Malgrat la seva cruesa i polèmica trama, la pel·lícula va ser molt ben rebuda pel públic i guardonada al Festival de Canes amb el premi de la setmana de la crítica i premi de la joventut.

## Argument
Carne conta la història d'un carnisser qui queda encarregat de vetllar per la seva filla Cynthia, una jove amb autisme. Un dia, li ve la seva primera menstruació, surt al carrer fins a un cavall mecànic on es troba amb un paleta; i el seu pare creu que aquest l'ha violat així que decideix prendre venjança i el fereix apunyalant-lo en la gola. El carnisser, dedicat a netejar cavalls i separar vísceres, va a presó i la seva filla a un internat. En sortir, el carnisser busca refer la seva vida però es troba amb el rebuig de la societat. Al final de la pel·lícula, sembla deformar-se encara més la relació pare-filla i l'amor i obsessió del pare es veuen encaminats cap al gust carnal que Noè fa intuir a l'espectador durant els 40 minuts del film.

## Repartiment
- Lucile Hadžihalilović
- Blandine Lenoir
- Philippe Nahon
- Frankie Pain
- Hélène Testud.

## Estil
La càmera és generalment immòbil durant tota la pel·lícula, però aquesta tendència es contrasta a vegades amb moviments bruscos i ràpids. Els moviments bruscos estan sempre acompanyats per un efecte de so alt, normalment una bala explosiva. La pel·lícula es talla amb freqüència a títols que mostren una varietat de missatges. Els títols solen indicar el pas del temps i l'espai. A l'inici de la pel·lícula apareix un títol que adverteix als espectadors de la cruesa de les imatges.

## Producció
Carne va ser produït pels Cinémas de la Zone, companyia productora a la qual pertanyen Gaspar Noé i Lucile Hadžihalilović.

## Premis
- Premi de la crítica - 44è Festival Internacional de Cinema de Canes[4]
- Premi SACD (1991)
- Rencontres franc-américaines d'Avignon
- Millor actor masculí (Philippe Nahon) - Festival del Curtmetratge de Clermont-Ferrand
- Premi Georges Sadoul
- Premi Très Spécial